# Антониус, Патрик
Патрик Антониус (фин. Patrik Antonius; род. 13 декабря 1980, Хельсинки, Финляндия) — профессиональный игрок в покер, который известен своими достижениями в онлайн-покере. Играл на сайте Full Tilt Poker под никнеймами Patrik Antonius, Finddagrind, Luigi66369, I_Knockout_U, try_hrdr_fish и -ANTONIUS-, Fake Love888, а после вступления в команду профессионалов Team Full Tilt — под собственным именем.

## Карьера
Патрик Антониус готовился к карьере профессионального теннисиста, но из-за травмы спины был вынужден оставить спорт и некоторое время работал моделью, прежде чем посвятить себя полностью игре в покер. В 2002 году, после нескольких лет игры, на его счету в онлайн-покере было более 80 000 долларов. В 2005 году сумма призовых за участие в турнирах по покеру превысила 1,5 млн долларов.
Самый крупный разовый выигрыш Патрика Антониуса — 1 356 947 долларов.
Получил награду «Best Live Player» на церемонии «Scandinavian Poker Awards 2009».
Патрику Антониусу принадлежит крупнейший банк в истории онлайн-покера: он выиграл 1 356 947 долларов 21 ноября 2009 года в PLO-матче у Виктора Блома Isildur1.
Самый большой банк в истории Poker After Dark (561 800 долларов) был разыгран между Томом Дваном и Патриком Антониусом. Выставление алл-ин произошло на терне: Дван показал сет королей, а Антониус — сет десяток, ривер ситуации не изменил.
В 2009 году Патрик Антониус стал первым, кто осмелился принять вызов от Тома Двана, который объявил, что готов поставить 1,5 млн против 0,5 млн долларов, что не найдётся в мире игрок, который победит его в покер на отрезке в 50 тысяч сдач.
На конец 2009 года сумма турнирных призовых Патрика Антониуса составила более 3 млн долларов.